# Beloperone asclepiadea
Beloperone asclepiadea là một loài thực vật có hoa trong họ Ô rô. Loài này được Nees mô tả khoa học đầu tiên.